# All the Lost Souls
All the Lost Souls är ett musikalbum med den brittiska artisten James Blunt. Skivan släpptes under 2007.

## Låtlista
1. 1973
2. One of the Brightest Stars
3. I'll Take Everything
4. Same Mistake
5. Carry You Home
6. Give Me Some Love
7. I Really Want You
8. Shine On
9. Annie
10. I Can't Hear the Music

## Listplaceringar och cerifiering
| Lista (2007)                           | Utnämnare                  | Topplacering | Certifiering | Försäljningar-leveranser |
| -------------------------------------- | -------------------------- | ------------ | ------------ | ------------------------ |
| Argentinska albumlistan                | CAPIF                      | 1            | Platina      | 40 000                   |
| Australiska albumlistan                | ARIA                       | 1            | Platina      | 70 000                   |
| Österrikiska albumlistan               | Media Control Europe       | 1            | Platina      | 30 000                   |
| Belgiska albumlistan för Flandern      | Ultratop/IFPI              | 5            | Guld         | 25 000                   |
| Belgiska albumlistan för Vallonien     | Ultratop/IFPI              | 1            | Guld         | 25 000                   |
| Kanadensiska albumlistan               |                            | 1            | 2x Platina   | 200 000                  |
| Cypriotiska albumlistan                | All Records Top 20         | 1            |              |                          |
| Tjeckiska albumlistan                  | IFPI                       | 5            | Platina      | 5 000                    |
| Danska albumlistan                     | IFPI/Nielsen Music Control | 5            | Platina      | 30 000                   |
| Ecuadorianska albumlistan              | Discos MTM                 | 6            |              |                          |
| Estländska albumlistan                 | Pedrobeat                  | 1            | Platina      | 10 000                   |
| Finländska albumlistan                 | GLF                        | 10           |              |                          |
| Franska albumlistan                    | SNEP/IFOP                  | 1            | Diamond      | 750 000                  |
| Tyska albumlistan                      | Media Control              | 1            | 2x Platina   | 400 000                  |
| Grekiska internationella albumlistan   | IFPI                       | 1            | Guld         | 16 000                   |
| Hongkongs albumlista                   | IFPIHK                     | 1            |              |                          |
| Ungerska albumlistan                   | MAHASZ                     | 6            | Guld         | 3.000                    |
| Irländska albumlistan                  | IRMA                       | 1            | 3x Platina   | 75 000                   |
| Italienska albumlistan                 | FIMI                       | 1            |              |                          |
| Japanska albumlistan                   | RIAJ/Oricon                | 26           | Guld         | 37 000                   |
| Koreannska albumlistan                 |                            | 4            |              |                          |
| Mexikanska albumlistan                 | AMPROFON                   | 19           | Guld         | 50 000                   |
| Mexikanska internationella albumlistan | AMPROFON                   | 4            | Guld         | 50 000                   |
| Nederländska albumlistan               | MegaCharts/NVPI            | 2            | Platina      | 70 000                   |
| Nyzeeländska albumlistan               | RIANZ                      | 1            | Platina      | 36 000                   |
| Norska albumlistan                     |                            | 3            |              |                          |
| Svenska albumlistan                    | GLF                        | 2            | Guld         | 25 000+                  |
| Schweiziska albumlistan                | Media Control              | 1            | 2x Platina   | 60 000                   |
| Sydafrikanska albumlistan              |                            | 1            | [ 29 ]       |                          |
| Spanska albumlistan                    | PROMUSICAE                 | 13           |              |                          |
| Taiwanesiska G-musikalbumlistan        | G-Msic/Five Music          | 16           |              |                          |
| Portugisiska albumlistan               | AFP                        | 9            |              |                          |
| Brittiska albumlistan                  | BPI                        | 1            | 2x Platina   | 633 000                  |
| Europeiska albumlistan                 | IFPI                       | 1            | Platina      | 1 000                    |
| US Billboard 200                       | Billboard                  | 7            | Guld         | 500 000                  |

### Årsslutlistor
| Land     | Position (2007) |
| -------- | --------------- |
| Tyskland | 16              |

| Land     | Position (2008) |
| -------- | --------------- |
| Tyskland | 21              |

## Släpphistorik
| Land | Släpptdatum       |
| ---- | ----------------- |
| USA  | 17 september 2007 |
| USA  | 18 september 2007 |

### Fotnoter
1. ↑  CAPIF
2. 1 2  Australia Album Chart
3. ↑  "Ö3 Austria Top 40" Austria Album Chart Arkiverad 29 januari 2016 hämtat från the Wayback Machine.
4. 1 2  Belgium Flanders Album Chart
5. 1 2  Belgium Album Chart
6. 1 2 3 4 5 6 7 8 9 10 11 12  "James Blunt - All The Lost Souls worldwide chart positions and trajectories". aCharts.us. Retrieved 21 September 2007.
7. ↑  First week sales Canada Canoe Radio. Retroeved 28 September 2007.
8. ↑  Cyprus Albums Chart Arkiverad 15 oktober 2007 hämtat från the Wayback Machine.
9. ↑  Czech Albums Chart Arkiverad 18 december 2008 hämtat från the Wayback Machine.
10. 1 2  Denmark Album Chart Arkiverad 19 april 2007 hämtat från the Wayback Machine.
11. ↑  Los más vendidos Anglo Arkiverad 4 april 2010 hämtat från the Wayback Machine.
12. 1 2  Estonian Album Chart Arkiverad 30 december 2008 hämtat från the Wayback Machine.
13. ↑  ”Arkiverade kopian”. Arkiverad från originalet den 18 januari 2012. https://web.archive.org/web/20120118150719/http://www.disqueenfrance.com/fr/pag-259165-CERTIFICATIONS.html?year=&type=15. Läst 17 oktober 2011.
14. ↑  German Album Chart Arkiverad 27 september 2007 hämtat från the Wayback Machine.
15. ↑  Mall:Cite gold platin
16. ↑  Greece International Album Chart Arkiverad 1 december 2008 hämtat från the Wayback Machine.
17. ↑  ”2007 Certification Awards” (på engelska). Irish Recorded Music Association. http://www.irishcharts.ie/awards/multi_platinum07.htm. Läst 14 juli 2018.
18. ↑  Italian Album Chart Arkiverad 5 mars 2008 hämtat från the Wayback Machine.
19. ↑  ”オール・ザ・ロスト・ソウルズ - ジェイムス・ブラント／ オリコンランキング情報サービス「you大樹」” (på Japanese). Oricon. http://ranking.oricon.co.jp/free_contents/search/ranking_list.asp?itemcd=723712&samecd=1&chart_kbn=11A&linkcd=31380727. Läst 11 november 2010.
20. ↑  ”ゴールド等認定作品一覧　2007年9月” (på Japanese). RIAJ. 10 oktober 2007. http://www.riaj.or.jp/data/others/gold/200709.html. Läst 10 november 2010.
21. ↑  ”オリコンランキング情報サービス「you大樹」”. Oricon. http://ranking.oricon.co.jp. Läst 10 november 2010. (subscription only)
22. ↑  ”Korean Album Chart”. Arkiverad från originalet den 14 november 2007. https://web.archive.org/web/20071114051200/http://www.hanteo.com/rank/chart.asp?Page=yearly&genre=pop. Läst 9 april 2011.
23. ↑  ”Mexican Albums Chart - 26 December 2007”. Arkiverad från originalet den 2 december 2007. https://web.archive.org/web/20071202170136/http://greaves.tv/amprofon3/Top100.pdf. Läst 9 april 2011.
24. ↑  ”Mexican International Albums Chart - 26 December 2007”. Arkiverad från originalet den 31 mars 2010. https://web.archive.org/web/20100331074435/http://greaves.tv/amprofon3/Top20.pdf. Läst 9 april 2011.
25. ↑  Netherlands Album Chart
26. ↑  Netherlands Album Chart Arkiverad 28 september 2007 hämtat från the Wayback Machine.
27. ↑  ”New Zealand Album Chart”. Arkiverad från originalet den 2 januari 2012. https://web.archive.org/web/20120102122140/http://www.rianz.org.nz/rianz/chart.asp. Läst 9 april 2011.
28. ↑  Sweden Chart + Certification
29. ↑  :: Radio Sonder Grense :: Arkiverad 3 maj 2009 hämtat från the Wayback Machine.
30. ↑  ”Taiwan G-music Album Chart”. Arkiverad från originalet den 10 augusti 2012. https://web.archive.org/web/20120810013900/http://www.g-music.com.tw/GMusicBillBoard0.aspx. Läst 9 april 2011.
31. ↑  Portugal Album Chart
32. ↑  Euro Album Chart[död länk]
33. ↑  IFPI Europe Arkiverad 19 oktober 2013 hämtat från the Wayback Machine.
34. ↑  ”US Billboard 200”. Arkiverad från originalet den 4 juli 2012. https://web.archive.org/web/20120704191720/http://www.hitsdailydouble.com/sales/salescht.cgi. Läst 9 april 2011.
35. ↑  ”Arkiverade kopian”. Arkiverad från originalet den 25 januari 2010. https://web.archive.org/web/20100125021246/http://www.mtv.de/charts/Album_Jahrescharts_2007. Läst 13 juni 2014.
36. ↑  http://www.mtv.de/charts/Album_Jahrescharts_2008